# Stachov
Stachov je malá vesnice, část města Blšany v okrese Louny. Nachází se asi 1 km na východ od Blšan. Prochází jí silnice II/221. V roce 2011 zde trvale žilo třicet obyvatel.
Stachov leží v katastrálním území Stachov u Blšan o rozloze 1,71 km².

## Historie
První písemná zmínka o vesnici pochází z roku 1572.

## Zajímavost
Na Stachovském vrchu severozápadně od vsi byla nalezena zkamenělá dřeva prvohorního stáří.

## Obyvatelstvo
Při sčítání lidu v roce 1921 zde žilo 133 obyvatel (z toho 63 mužů), z nichž bylo 21 Čechoslováků a 112 Němců. Kromě čtyř židů a jednoho člena nezjišťovaných církví se hlásili k římskokatolické církvi. Podle sčítání lidu z roku 1930 měla vesnice 127 obyvatel: 43 Čechoslováků a 84 Němců. Převažovali římští katolíci, ale žili zde také čtyři židé a tři lidé bez vyznání.
|                                                                      | 1869 | 1880 | 1890 | 1900 | 1910 | 1921 | 1930 | 1950 | 1961 | 1970 | 1980 | 1991 | 2001 | 2011 |
| -------------------------------------------------------------------- | ---- | ---- | ---- | ---- | ---- | ---- | ---- | ---- | ---- | ---- | ---- | ---- | ---- | ---- |
| Obyvatelé                                                            | 143  | 152  | 134  | 165  | 143  | 133  | 127  | 54   | 68   | 63   | 50   | 40   | 35   | 30   |
| Domy                                                                 | 20   | 21   | 23   | 24   | 23   | 25   | 26   | 20   | .    | 15   | 14   | 12   | 13   | 14   |
| Počet domů z roku 1961 je zahrnut v celkovém počtu domů obce Blšany. |      |      |      |      |      |      |      |      |      |      |      |      |      |      |

## Galerie

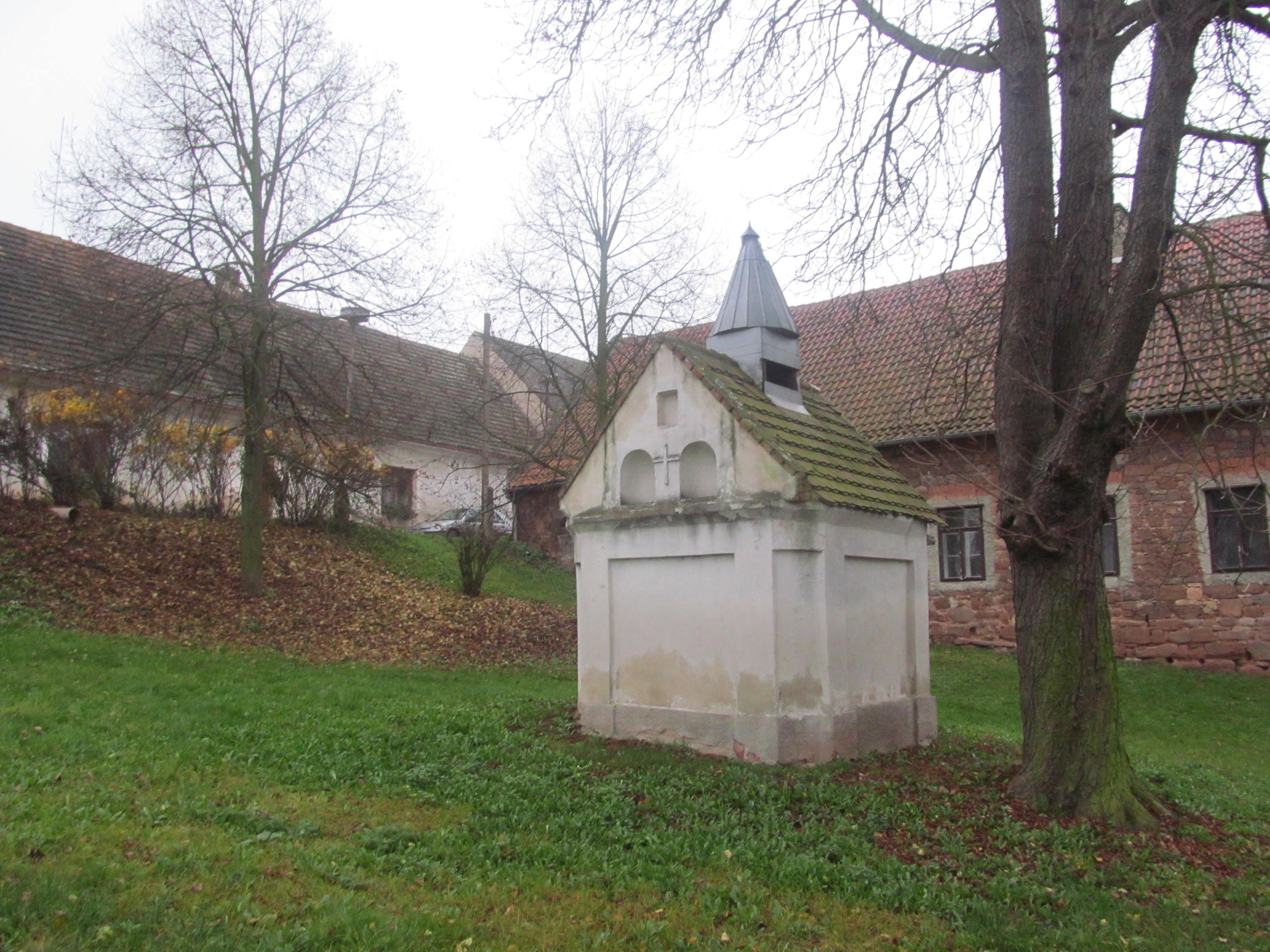
Kaple
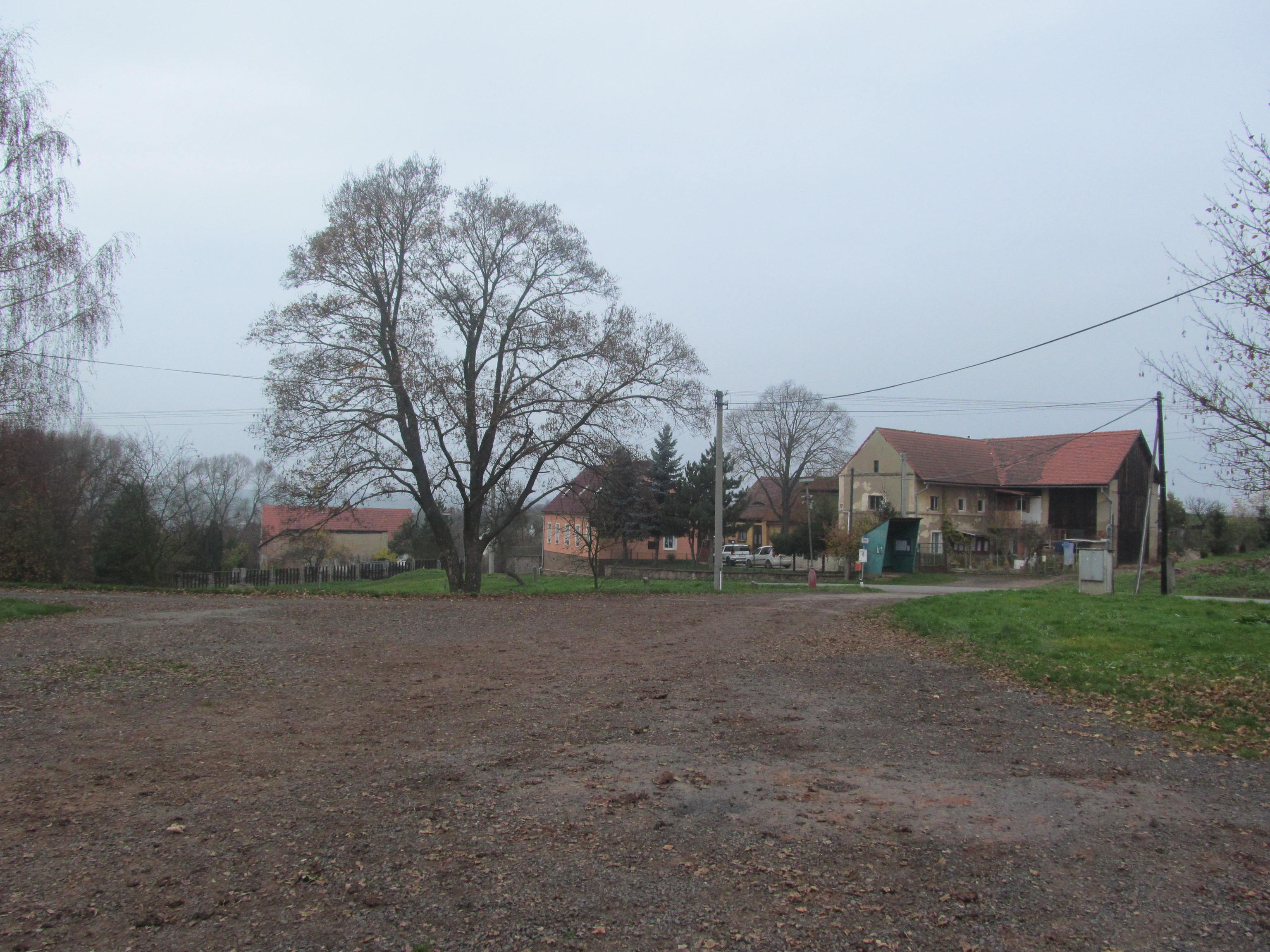
Náves
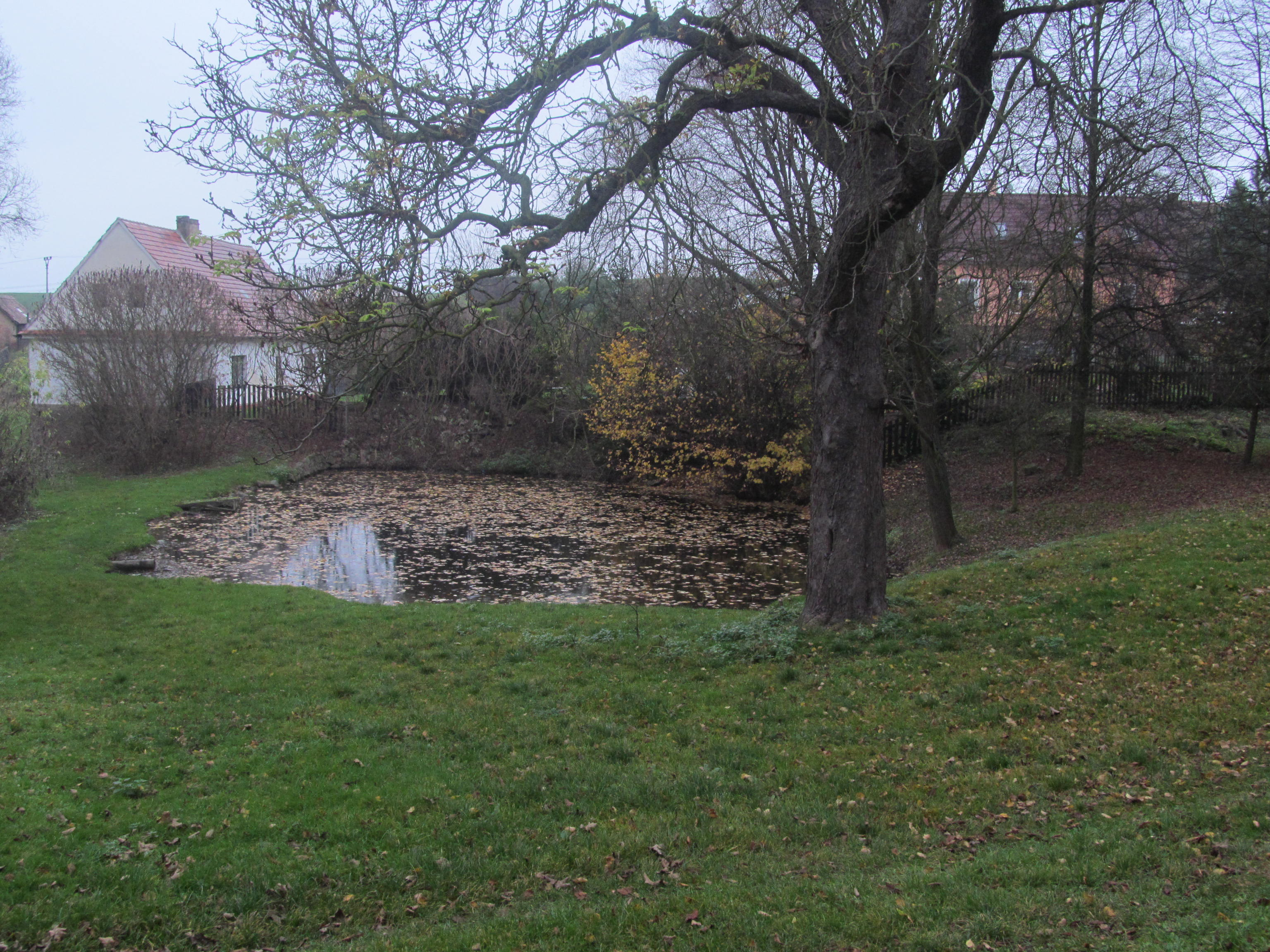
Rybníček na návsi